# 短柱灯心草
短柱灯心草（学名：Juncus brachystigma）为灯心草科灯心草属的植物。分布在不丹以及中国大陆的西藏、云南等地，生长于海拔3,100米至4,600米的地区，多生长在山地，目前尚未由人工引种栽培。